# دغناش أحمر الرأس
دغناش أحمر الرأس (الاسم العلمي: Pyrrhula erythrocephala)، هو نوع من الطيور المغردة يتبع جنس الدغانيش من فصيلة الشرشوريات ضمن رتبة العصفوريات. يستوطن الهند وبوتان والنيبال وباكستان.